# Susanne Schrader
Susanne Schrader (geborene Gierlich) (* 1959) ist eine deutsche Rettungsschwimmerin. 
Nach Medaillengewinnen Gierlichs bei den Rettungsschwimmer-Europameisterschaften 2005 in Travemünde trat sie bei den Rettungsschwimmer-Weltmeisterschaft 2006 in Australien an. Sie wurde dort Weltmeisterin mit der 4 mal 50 Meter-Staffel im Hindernisschwimmen und mit der 4 mal 50 Meter-Puppenrettungsstaffel jeweils gemeinsam mit Marion Hannebohm, Berit Reichel und Gisela Schönfeld. Bei der Weltmeisterschaft 2008 gewann sie Gold und Silber.
2006 und 2008 durfte sich Gierlich in Anerkennung ihres sportlichen Erfolgs bei Weltmeisterschaften in das Goldene Buch der Stadt Magdeburg eintragen.